# Твртко Јаковина
Твртко Јаковина (рођен 2. марта 1972) је хрватски историчар. Јаковина је професор Загребачког филозофског факултета.

## Биографија
Твртко Јаковина је рођен у источном хрватском граду Пожега, где је завршио основну школу и гимназију, а такође је завршио своју обавезну војну службу. Студирао је историју на универзитету у Загребу од 1991. до 1996. Био оснивач и први почасни члан хрватског огранка Међународног студентског историјског удружења. Похађао је курсеве на универзитету у Канзасу и на Бостонском колеџу. Постдипломске студије је завршио на Католичком универзитету у Левену. У току 2000—01. године он је био Фулбрајтов гост у Џорџтаунском универзитету у Вашингтону. Након тога, присуствовао је у Лондонској школи економије и политичких наука на семинару о Холокаусту у Израелу.
Одржао је велики број јавних предавања и трибина у Хрватској и иностранству. Он је такође коаутор уџбеника историје за треће и четврте године средње школе. Написао је стотине чланака, објављених у дневним новинама, као што су Јутарњи лист или Вјесник. Због својих јавно изражених ставова он је често нападан од стране хрватских радикалних десничара. У свом раду он је највише заинтересован за историју 20. века, америчкој историји, о хладном рату, покрету несврстаних и о детантској политици.